# Lampiótes
Lampiótes, en grec moderne : Λαμπιώτες, est un village du dème d'Amári, dans le district régional de Réthymnon de la Crète, en Grèce. Selon le recensement de 2011, la population de Lampiótes compte 61 habitants.
Le village est situé à une distance de 41 km de Réthymnon et à une altitude de 340 mètres.

## Recensements de la population
| Recensements | 1900 | 1920 | 1928 | 1940 | 1951 | 1961 | 1971 | 1981 | 2001 | 2011 |
| ------------ | ---- | ---- | ---- | ---- | ---- | ---- | ---- | ---- | ---- | ---- |
| Population   | 178  | 195  | 207  | 183  | 199  | 163  | 89   | 93   | 96   | 61   |

## Source de la traduction
- (el) Cet article est partiellement ou en totalité issu de l’article de Wikipédia en grec moderne intitulé « Λαμπιώτες Ρεθύμνης » (voir la liste des auteurs).